# A Tale of Two Cities (1911)
A Tale of Two Cities é um filme mudo dos Estados Unidos de 1911, do gênero drama, dirigido por Charles Kent, baseado no romance homônimo de Charles Dickens.
De acordo com o historiador de cinema Anthony Slide, este foi um filme de três carretéis, totalizando 30 minutos, lançados em segmentos de um carretel semanais.